# Арістід Квінтіліан
Арістід Квінтіліан (дав.-гр. Ἀριστείδης ὁ Κοϊντιλιανός, лат. Aristides Quintilianus) — грецький філософ неоплатонік, теоретик музики, автор трактату «Про музику» (дав.-гр. Περὶ μουσικῆς) у трьох книгах.

## Праці
Трактат про музику зберігся в 56 рукописах переважно XIV—XV століття (один рукопис датовано кінцем XII століття). Датування трактату утруднено: terminus post quem — (критично) згадуваний Арістідом Цицерон, terminus ante quem — Марціан Капелла, що цитує Арістіда в 9-ій книзі свого трактату «Про одруження Філології та Меркурія». За американським ученим Т. Матісеном, який глибоко досліджував рукописні джерела, науковий метод і музично-теоретичне вчення Арістіда, трактат написано в кінці III — початку IV ст. н. е.
Трактат Арістіда, що складається з прологу, трьох книг і епілогу, несхожий на звичайний підручник гармоніки. Незвичайність його в химерному поєднанні, з одного боку, звичного для цього жанру специфічно наукового огляду категорій музики (очевидна спадкоємність із наукового традицією Аристоксена), з іншого боку, її розширеного філософсько-етичного (не без впливу «Діалогів» Платона) обговорення.
У першій книзі, окрім загальновідомих відомостей про інтервали і роди мелосу, Арістід дає власну класифікацію музики і розвиває вчення про 15 ладів (дав.-гр. τρόποι нарівні з п'ятьма базовими в це число входять їх гіпер- і гіповаріанти) і ладові метаболи. Нотація ладових звукорядів Арістіда аналогічна відомій нам за таблицями Аліпія. Вчення про ритм і метр виявляє паралелі з Арістоксеном, але також із Гефестіоном і Діонісієм Галікарнаським. Цінними є також (рідкісні для античності) елементи вчення про мелодію і зв'язок її з віршем (відоме як мелопея).
Друга книга Арістіда досліджує питання музичного виховання, головним чином в аспекті впливу музики на душу людини. Основні джерела музичної етики Арістіда — Платон, Арістотель і Плутарх. У третій книзі вводиться піфагорійська музична арифметика (зокрема коротко викладається поділ монохорду), яку Арістід вписує в контекст неоплатонічної онтології.
Трактат Арістіда не був відомим у середньовічній Європі (тільки в тій мірі, в якій вчені музиканти переказували розділи з Марціана). Певний інтерес до нього виник в епоху Відродження (вперше — в трактатах Ґафурі й Салінаса) і бароко (Мерсенн, Кірхер). Після фундаментальної публікації Мейбома (1652, з латинським перекладом і коментарем) Арістід зайняв почесне місце в пантеоні давніх мислителів про музику. В наші дні музичний трактат Аріистоксена перекладено англійською (двічі) і німецькою мовами.